# Schoolboys in Disgrace
| 전문가 평가              | 전문가 평가 |
| 평가 점수                | 평가 점수   |
| 출처                     | 점수        |
| ------------------------ | ----------- |
| AllMusic                 | [ 2 ]       |
| Blender                  | [ 3 ]       |
| Christgau's Record Guide | C+          |
| Rolling Stone            | (mixed)     |
| Sounds                   | [ 6 ]       |

《Schoolboys in Disgrace》는 1975년 11월 17일에 발매된 영국의 록 밴드 킹크스의 열다섯 번째 스튜디오 음반이다. 이 음반은 비평가들에 의해 그들이 그 그룹의 "연극" 시기라고 불렀던 마지막 음반이자 RCA 레코드를 위한 그들의 마지막 발매로 여겨졌다. 이 음반은 1950년대 로큰롤에 뿌리를 두고 있으며, 또한 하드 록, 50년대 팝과 두왑, 아레나 록의 요소들을 포함하고 있다.

## 배경
뒷면 커버 라이너 노트에 따르면, 음반이 제시하는 이야기는 다음과 같다.

옛날 옛적에 개구쟁이 꼬마가 있었습니다. 그와 그의 패거리들은 항상 선생님들에게 장난을 치고 학교의 다른 아이들을 괴롭히고 있었습니다. 어느 날 그는 개구쟁이 여학생과 매우 심각한 문제에 빠졌고, 교장선생님으로 보내졌고, 교장선생님은 전교생 앞에서 그 개구쟁이 소년과 그의 패거리들을 망신주기로 결심했습니다.

이 벌을 받은 후, 그 소년은 힘들고 쓰라린 성격으로 변했답니다. 아마도 그를 변화시킨 것은 벌 때문이 아니라 권력을 가진 사람들이 항상 그를 내쫓기 위해 그곳에 있을 것이고 기득권층이 항상 그의 자리에 놓을 것이라는 사실을 깨달았기 때문일 것입니다. 그는 자신이 과거를 바꿀 수 없다는 것을 알았지만, 미래에는 항상 자신이 원하는 것을 얻을 수 있을 것이라고 다짐했습니다. 그 장난꾸러기 소년은... 미스터 플래시로 자랐습니다.

미스터 플래시는 킹크스의 록 오페라 《Preservation》 (《Preservation Act 1》과 《Preservation Act 2》로 발매됨)에 나오는 악당의 이름이었다.

## 커버 아트
커버 아트는 런던의 예술가이자 일러스트레이터인 콜린 '미키' 핀(티렉스가 아닌)이 그림을 그렸다. 그는 또한 다이어 스트레이츠의 비디오 〈Money for Nothing〉에 사용된 두 명의 제거 남자 캐릭터를 만들었다. 그것은 나중에 《NME》의 "역사상 최악의 커버 50장" 목록에 등장했다.

## 곡 목록
모든 곡들은 레이 데이비스에 의해 작사/작곡하였다.
| #  | 제목                               | 재생 시간 |
| -- | ---------------------------------- | --------- |
| 1. | 〈Schooldays〉                     | 3:31      |
| 2. | 〈Jack the Idiot Dunce〉           | 3:19      |
| 3. | 〈Education〉                      | 7:07      |
| 4. | 〈The First Time We Fall in Love〉 | 4:01      |

| #  | 제목                     | 재생 시간 |
| -- | ------------------------ | --------- |
| 1. | 〈I'm in Disgrace〉      | 3:21      |
| 2. | 〈Headmaster〉           | 4:03      |
| 3. | 〈The Hard Way〉         | 2:35      |
| 4. | 〈The Last Assembly〉    | 2:45      |
| 5. | 〈No More Looking Back〉 | 4:27      |
| 6. | 〈Finale〉               | 1:02      |